# Taça Cidade de Belém
A Taça Cidade de Belém corresponde ao primeiro turno do Campeonato Paraense de Futebol. Foi criada em 2004 com um sistema diferente do atual, as equipes formavam um grupo único, e o melhor ganhava o título. O primeiro campeão foi o Remo. No ano de 2005, a fórmula mudou para dois grupos de 4 times, em que os dois líderes faziam a final em jogo único. O novo sistema se manteve até 2006. No biênio 2007-2008 o sistema voltou para o grupo único, porém houve o acréscimo da fase eliminatória, com semi-finais e finais, que eram em jogo único. Nos anos de 2009 e 2010 o sistema permaneceu o mesmo, porém a final era em dois jogos. A partir de 2011 as semi-finais ganharam jogo de volta e se mantém a mesma fórmula até o ano de 2014. Sempre o melhor colocado na geral leva vantagem em resultados iguais. O campeão do torneio tem vaga garantida na final do Campeonato Paraense, além de ganhar vaga na Copa do Brasil de Futebol do ano seguinte. Caso o mesmo campeão da Taça Cidade de Belém faturar o segundo turno, a Taça Estado do Pará, o mesmo é declarado campeão por ter ganhado os dois turnos.

## Sistemas de disputa
| Anos      | Participantes | Primeira fase               | Classificação                                | Semi-final  | Final       |
| --------- | ------------- | --------------------------- | -------------------------------------------- | ----------- | ----------- |
| 2004      | 8 times       | Grupo único                 | O primeiro colocado já era campeão           | Não houve   | Não houve   |
| 2005-2006 | 8 times       | Dois grupos com 4 times     | Os líderes avançavam à final                 | Não houve   | Jogo único  |
| 2007-2008 | 10 times      | Grupo único                 | Os quatro primeiros avançavam às semi-finais | Jogo único  | Jogo único  |
| 2009-2010 | 8 times       | Grupo único                 | Os quatro primeiros avançavam às semi-finais | Jogo único  | Ida e volta |
| 2011-2014 | 8 times       | Grupo único                 | Os quatro primeiros avançam às semi-finais   | Ida e volta | Ida e volta |
| 2015-2016 | 10 times      | Dois grupos com cinco times | Os líderes avançavam à final                 | Jogo único  | Jogo único  |

## Campeões
- 1 ^ Não houve final, o Remo foi campeão por ter melhor campanha na fase única
- 2 ^ O Águia teve melhor campanha antes da final, portanto foi declarado campeão
- 3 ^ Como houve empate na somatória dos placares, o Cametá levou a vantagem por ter tido melhor campanha

## Títulos por equipe
| Clube            | Títulos                                       | Vices                             | 3º colocados          | 4º colocados    |
| ---------------- | --------------------------------------------- | --------------------------------- | --------------------- | --------------- |
| Paysandu         | 7 (2005, 2006, 2009, 2010, 2011, 2013 e 2016) | 2 (2004 e 2014)                   | 1 (2008)              | 1 (2007)        |
| Remo             | 2 (2004 e 2014)                               | 5 (2005, 2006, 2010, 2013 e 2016) | 3 (2007, 2009 e 2011) | 1 (2012)        |
| Águia de Marabá  | 1 (2008)                                      | 1 (2012)                          | 2 (2005 e 2016)       | 0               |
| Cametá           | 1 (2012)                                      | 1 (2011)                          | 0                     | 1 (2015)        |
| Independente-PA  | 1 (2015)                                      | 0                                 | 1 (2010)              | 2 (2011 e 2016) |
| Tuna Luso        | 1 (2007)                                      | 0                                 | 1 (2012)              | 0               |
| Ananindeua       | 0                                             | 2 (2007 e 2008)                   | 0                     | 2 (2004 e 2006) |
| São Raimundo-PA  | 0                                             | 1 (2009)                          | 0                     | 2 (2005 e 2010) |
| Parauapebas      | 0                                             | 1 (2015)                          | 0                     | 0               |
| Castanhal        | 0                                             | 0                                 | 1 (2004)              | 2 (2008 e 2009) |
| Abaeté           | 0                                             | 0                                 | 1 (2006)              | 0               |
| Paragominas      | 0                                             | 0                                 | 1 (2013)              | 0               |
| Tapajós          | 0                                             | 0                                 | 1 (2015)              | 0               |
| São Francisco-PA | 0                                             | 0                                 | 0                     | 1 (2013)        |

## Títulos por cidade
| Clube       | Títulos | Vices | 3º colocados | 4º colocados |
| ----------- | ------- | ----- | ------------ | ------------ |
| Belém       | 9       | 7     | 5            | 2            |
| Marabá      | 1       | 1     | 2            | 0            |
| Cametá      | 1       | 1     | 0            | 1            |
| Tucuruí     | 1       | 0     | 1            | 2            |
| Ananindeua  | 0       | 2     | 0            | 2            |
| Santarém    | 0       | 1     | 1            | 3            |
| Parauapebas | 0       | 1     | 0            | 0            |
| Castanhal   | 0       | 0     | 1            | 2            |
| Abaetetuba  | 0       | 0     | 1            | 0            |
| Paragominas | 0       | 0     | 1            | 0            |